# Čeľadice
Čeľadice este o comună slovacă, aflată în districtul Nitra din regiunea Nitra. Localitatea se află la altitudinea de 180 m deasupra n.m., se întinde pe o suprafață de 10,47 km2 și în 2017 număra 993 de locuitori.

## Istoric
Localitatea Čeľadice este atestată documentar din 1113.

## Demografie
| An:                | 1994 | 2004   | 2014    | 2024    |
| ------------------ | ---- | ------ | ------- | ------- |
| Număr de persoane: | 786  | 762    | 930     | 1109    |
| Diferență:         |      | −3,05% | +22,04% | +19,24% |

| An:                | 2023 | 2024   |
| ------------------ | ---- | ------ |
| Număr de persoane: | 1075 | 1109   |
| Diferență:         |      | +3,16% |